# Soo Jung Lee
Soo Jung Lee (1964) és una psicòloga forense sud-coreana.
Forma part de la primera generació de perfiladors criminals del seu país i és professora de psicologia forense a la Universitat Kyonggi de Seül. Va ser membre de la Comissió de Sentències de la Cort Suprema, el grup de treball sobre violència sexual de la Fiscalia de la Cort Suprema i la comissió de reformes de l'Agència Nacional de Policia.
Va ajudar a presentar un projecte de llei contra l'assetjament que va ser aprovat finalment a Corea de Sud. Des del primer moment va defensar que l'assetjament és el que condueix a delictes més greus. El mateix any va ser inclosa en la llista de la BBC de 100 dones inspiradores i influents de tot el món del 2019, en la categoria de lideratge.
Ha escrit set llibres i ha estat assessora en el popular programa de televisió coreà, "preguntes sense resposta".